# إدغار ك. جونز
إدغار ك. جونز (بالإنجليزية: Edgar C. Jones)‏ (29 ديسمبر 1903 في الولايات المتحدة - 27 أكتوبر 1980) هو محامي ولاعب كرة قدم أمريكية ومصرفي ولاعب كرة سلة أمريكي في مركز راكض للخلف ‏. لعب مع فلوريدا غيتورز فوتبول ‏ وFlorida Gators men's basketball ‏.